# Quảng Uyên
Quảng Uyên é um município e capital do distrito de Quảng Hòa, província de Cao Bằng .
O município já foi a capital distrital do antigo distrito Quảng Uyên.